# FK ŽAK Kikinda
ŽAK (Železničarski atletski klub) nogometni je klub iz Kikinde.
Osnovan je 1931. godine. Klupske boje 1932. bile su zelena i bijela. U sezoni 1935./36. igrao je u jugoslavenskom prvenstvu gdje je ispao u osmini finala od novosadskog NAK-a. 
Danas klub igra u općinskoj ligi Kikinda – Novi Bečej.

## Poznati igrači
Za reprezentaciju su igrali:
- Stevan Veselinov
- Mihalj Keri
- Božidar Sandić

## Vanjske poveznice
- ŽAK Kikinda na fkvojvodina.com (srpski)

1. ↑  Izveštaj o radu Jugoslovenskog nogometnog saveza u 1932 godini za XV redovnu godišnju skupštinu od 18-XII-1932 god., Beograd : Jugoslovenski nogometni savez, 1932., str. XXIV.